# LGBT práva v Dominikánské republice

Duhová mapa Dominikánské republiky

Lesby, gayové, bisexuálové a translidé (LGBT) se v Dominikánské republice mohou setkávat s právními komplikacemi neznámými pro většinové obyvatelstvo. Zdejší trestní zákoník sice nezakazuje homosexualitu a crossdressing, ale neobsahuje ani žádná ustanovení proti homofobní a transfobní diskriminaci. Domácnostem tvořeným páry stejného pohlaví se nedostává stejné právní záštity jakou mají domácnosti tvořené manžely různého pohlaví.

## Zákonnost stejnopohlavní sexuální aktivity
Konsensuální pohlavní styk mezi dospělými lidmi stejného pohlaví je v Dominikánské republice legální od r. 1822. Legální věk způsobilosti k pohlavnímu styku je pro obě orientace stanovený na 18 let. I přesto ale existují případy rozdílného zacházení u příslušníků policie a armády. Zákon o policii z r. 1954 zakazuje svým příslušníkům mít pohlavní styk s osobami stejného pohlaví. Podobný zákaz platí i v armádě.
Článek 300 trestního zákoníku trestá jakékoli chování odporující normám "slušnosti a dobrého vychování" na veřejnosti pokutou nebo dvouletým odnětím svobody. Byly zaznamenány případy zneužívání tohoto zákona policií k perzekucím, pokutování a uvězňování homosexuálních párů, kteří si veřejně projevují lásku. 

## Stejnophlavní soužití
Rodinné právo Dominikánské republiky nedává stejnopohlavním svazkům žádný právní status ať už ve formě manželství, registrovaného nebo domácího partnerství. Ústavní novela z r. 2010 říká v článku 55 následující: "Stát podporuje a chrání rodinu jako instituci založenou na manželství muže a ženy." Kromě předchozího přinesla sérii změn zakazujících potraty, zbavování občanství dětí nelegálních imigrantů a potvrzující soukromé vlastnictví pláží.

## Ochrana před diskriminací
V Dominikánské republice bylo několik pokusů o přijetí zákonů, které by v určitých specifických oblastech chránily LGBT menšinu před diskriminací. Od r. 2000 je v zákonu č. 49/2000 o mládeži zákaz homofobní diskriminace. Článek 11 zákona o trestním řízení účinný od r. 2007 říká, že soudci a státní zástupci musí brát v potaz všechny přitěžující i polehčující okolnosti stíhané osoby, ale že její sexuální orientace nesmí nijak ovlivnit jejich rozhodování. Od r. 2011 je v zákoně č. 135/2011 o viru HIV taktéž zákaz homofobní i transfobní diskriminace.
Diskriminace jiných sexuálních orientací a genderových identit není zakázaná v zaměstnání, vzdělávání, bydlení, zdravotní péči, bankovnictví, dopravě, vládních a veřejných službách. V důsledku tohoto cítí většina LGBT lidí nutnost zůstávat v closetu. Dominikánská republika nevede žádnou statistiku nebo analýzu případů anti-gay diskriminace.

## Zločiny z nenávisti
LGBT komunita se v Dominikánské republice několikrát stala terčem násilí. V letech 2006-2009 došlo podle oficiálních zdrojů k vraždám nejméně 14 transgender sexuálních pracovníků. Trestné činy motivované předsudky vůči LGBT lidem jsou podle zpráv nejčetnějších v nižší a střední třídě, včetně televizních producentů Micky Bretona a Claudia Nasca. Dalšími prominentními osobami, které se podílely na takovém násilí, jsou režisér Jean Luis Jorge, novinář Víctor Gulías, Dr. Jesús Díaz Almánzar a William Cordero. V r. 2014 bylo nalezeno mrtvé tělo amerického právníka Vana Teasleyho v hotelovém apartmánu v hlavním městě Santo Domingo.
V r. 2016 byl sepsán nový trestní zákoník, který by zahrnoval ustanovení o homofobních trestných činech. Tresty by se pohybovaly v rozmezí 30 až 60 let vězení. Kromě toho by každý, kdo jiného mučí, týrá, podrobuje nelidskému a ponižujícímu zacházení z důvodu jeho skutečné nebo domnělé sexuální orientace, byl potrestán odnětím svobody v délce trvání 30 až 40 let.

## Přístup k lékařské péči
Občané Dominikánské republiky mají ústavní právo na přístup k lékařské péči. Zdravotní osvěta cílící na LGBT komunitu se týká převážně prevence HIV/AIDS a probíhá často pod záštitou nevládních organizací.

## Veřejné postoje
Sociálně konzervativní normy Katolické církve a Evangelicko-protestantských denominací hrají klíčovou roli ve veřejné politice a společenském klimatu týkajících se LGBT práv. Podle aktuálních zpráv se viditelné a politicky aktivní LGBT osoby stávají často terčem vládního odmítání za podpory duchovních představitelů.
V létě 2006 došlo k uzavření několika gay barů v Santo Domingu během probíhající policejní razie.
V r. 2012 proběhl policejní zásah proti konanému pochodu LGBT hrdosti v Santo Domingu a uvěznění jeho účastníků na základě údajného hanobení dominikánské vlajky, kterou nesli.
Podle průzkumu Pew Research Center uskutečněného v období od 2. listopadu 2013 do 2. února 2014 by 25 % respondentů podpořilo stejnopohlavní manželství, zatímco 72 % bylo proti.
Kvůli přetrvávajícím konzervativním názorům, včetně odmítání homosexuality, se většina politických stran od veřejné podpory LGBT práv distancuje.

## Prostituce
Prostituce se pro příslušníky LGBT komunity, kteří se kvůli diskriminaci a harašmentu nedokáží zařadit do běžného pracovního procesu, stává jediným způsobem obživy. Chudoba, drogová závislost a násilí často nutí homosexuální muže a transgender vydělávat si tímto způsobem.

## Nevládní organizace
Amigos Siempre Amigos (česky: Přátelé navždy) je nevládní organizací (NGO) působící na území Dominikánské republiky a zaměřující na podporu zdraví v LGBT komunitě.
Diversidad Dominicana je aktivistická organizace podporující LGBT práva.

## Souhrnný přehled
| Legální stejnopohlavní styk                                          | (1822)                     |
| Stejný věk legální způsobilosti k pohlavnímu styku pro obě orientace | Yes                        |
| Anti-diskriminační zákony v zaměstnání                               | No                         |
| Anti-diskriminační zákony v přístupu ke zboží a služábm              | No                         |
| Anti-diskriminační zákony ve všech ostatních oblastech               | No                         |
| Zákony proti homofobním trestným činům                               | (Navrženy)                 |
| Stejnopohlavní soužití                                               | No                         |
| Stejnopohlavní manželství                                            | (Ústavní zákaz od r. 2010) |
| Adopce dítěte partnera                                               | No                         |
| Společná adopce dětí stejnopohlavními páry                           | No                         |
| Gayové a lesby smějí otevřeně sloužit v armádě                       | No                         |
| Možnost změny pohlaví                                                | No                         |
| Přístup k umělému oplodnění pro lesbické ženy                        | No                         |
| Náhradní mateřství pro gay páry                                      | No                         |
| MSM smějí darovat krev                                               | No                         |